# Wong Meng Kong
Wong Meng Kong (* 18. September 1963 in Singapur) ist ein singapurischer Schachspieler.
Die singapurische Meisterschaft konnte er viermal gewinnen: 1986, 1989, 1990 und 1991. Er spielte für Singapur bei elf Schacholympiaden: 1982 bis 1992, 1996 und 2000 bis 2006. Außerdem nahm er fünf Mal an den asiatischen Mannschaftsmeisterschaften (1987–1991, 1995–1999) teil.
Im Jahr 1980 wurde er Internationaler Meister, seit 1999 trägt er den Titel Großmeister. Seine bisher höchste Elo-Zahl war 2507 im Juli 2000.
| Hier fehlt eine Grafik, die leider im Moment aus technischen Gründen nicht angezeigt werden kann. Wir arbeiten daran! |